# Liomys adspersus
Liomys adspersus är en däggdjursart som först beskrevs av Peters 1874.  Liomys adspersus ingår i släktet grästaggspringmöss och familjen påsmöss. IUCN kategoriserar arten globalt som livskraftig. Inga underarter finns listade i Catalogue of Life.
Denna gnagare förekommer i centrala Panama. Arten lever i låglandet i torra skogar och buskskogar. Individerna äter frön, nötter av palmer som Scheelea rostrata eller Bactris balanoides, gröna växtdelar och några insekter. Fortplantningstiden sträcker sig från december till maj.